# Máriáss József
Máriáss József (Dunakeszi, 1920. február 23. – Szeged, 1991. április 24.) Jászai Mari-díjas magyar színművész, érdemes művész. Máriáss Melinda színésznő és Meixler Ildikó bábszínész édesapja.

## Életrajz
A Pázmány Péter Tudományegyetem joghallgatója volt, majd a színészmesterséget Rózsahegyi Kálmán színiiskolájában tanulta. 1946-ban kezdte pályáját a Belvárosi Színházban. Az Ifjúsági Színházban és a Vidám Színpadon is játszott. 1949 és 1954 között tagja volt a győri Kisfaludy Színháznak, 1963-ban és 1965-ben az egri Gárdonyi Géza Színházban, 1964-ben a kecskeméti Katona József Színházban valamint a szolnoki Szigligeti Színházban, majd 1969 és 1982 között a Szegedi Nemzeti Színházban, 1983-tól 1986-ig pedig a zalaegerszegi Hevesi Sándor Színházban játszott. 1990-ben belépett az MSZP-be, és a párt önkormányzati képviselőjelöltje lett Szegeden. 1989-től súlyos betegsége miatt már nem lépett színpadra, a Szomszédok című teleregényben azonban haláláig játszott (a 105. fejezet készítése közben halt meg).
Lányai Máriáss Melinda színművész és Meixler Ildikó bábszínész.

## Emlékezete
1999-ben a zalaegerszegi Hevesi Sándor Színház emlékére alapította meg a Máriáss József-díjat.
2022-ben emlékére emléktáblát avattak Szeged Kárász utca 10. szám alatt, ahol majdnem 30 éven át élt.

## Főbb színházi szerepei
- Haynau (Jókai Mór: A kőszívű ember fiai)
- Tartuffe (Molière)
- Zuboly (Shakespeare: Szentivánéji álom)
- Peacock (Brecht – Weill: Koldusopera)
- Sir Bazil (Lehár Ferenc: Luxemburg grófja)
- Solomon professzor (Miller: Alku)
- Akki, a koldus (Dürrenmatt: Angyal szállt le Babilonba)
- Alba (Goethe: Egmont)

## Filmjei

### Játékfilmek
- Gázolás (1955) – Jegyző
- Az eltüsszentett birodalom (1956)[6] – Süket
- Dollárpapa (1956) – Szikszai bácsi
- Több, mint játék (1956, rövid játékfilm)
- Párbeszéd (1963) – Havas
- Ezek a fiatalok (1967) – Kolléga I.
- Fiúk a térről (1967) – Állatkereskedő
- A nagy kék jelzés, avagy a hűség jutalma (1969)
- Az alvilág professzora (1969) – Öreg jampec
- Sziget a szárazföldön (1969) – Lakáscserélő VII.
- Virágvasárnap (1969) – Plébános
- Szerelem (1970) – Egy tanár
- Hahó, Öcsi! (1971) – Óragyári mérnök III.
- Egy kis hely a nap alatt (1973) – Axelrad Márton
- Hét tonna dollár (1973)
- Álmodó ifjúság (1974)
- A járvány (1975) – Dráveczky
- Az idők kezdetén (1975)
- Kísértet Lublón (1976) – Városi tanácsos
- Pókfoci (1976) – Tanár
- Egy erkölcsös éjszaka (1977) – Neumann úr, portás
- Ki látott engem? (1977)
- A trombitás (1978) – Egy úr
- Dóra jelenti (1978) – A svájci konzulátus tagja
- Szabadíts meg a gonosztól (1978)
- Égigérő fű (1979) – Dezső bácsi
- Két történet a félmúltból (1979)
- Mese habbal (1979) – Régiségárus
- A szeleburdi család (1981) – Villatulajdonos
- Ripacsok (1981) – Gyula, öregember
- A csoda vége (1983) – Drexler úr

### Tévéfilmek, televíziós sorozatok
- A hódítás iskolája, avagy Don Juan bűnhődése (1970) – Don Tenorio
- A vendég (1971) – Öreg
- A fekete város 1-7. (1971 [1972 mozifilmként]) – Gosznovitzer (a regényben a keresztneve Dávid), lőcsei szenátor
- Ember a vízben (1971) – Karl
- Kulcs a lábtörlő alatt (1971)
- Vivát, Benyovszky! (1973) – Csurin kapitány (1975-ös magyar szinkron)
- Felelet 1-8. (1974) – Fekete
- Írott malaszt (1974)
- A szélhámos (1975) – Emeterio Rocha
- A zöldköves gyűrű (1975)
- Az Elnökasszony 1-2. (1975)[7]
- Az utolsó tánctanár (1975) – Plébános
- Karancsfalvi szökevények (1975)
- Névnap (1975)
- Szépség Háza (1975) – Szabó kartárs
- Hátország (1976)
- Hungária Kávéház (1976) – Propper bácsi
- Kántor (1976) – Szántai László, trafikos
- Lincoln Ábrahám álmai (1976) – Propper bácsi
- Néró, a véres költő (1977) – Claudius
- Operabál 13. (1977)
- Hullámzó vőlegény (1978) – Kósa
- Philemon és Baucis (1978) – Régiségárus
- Zokogó majom 1-5. (1978) – A Kövespad lakója
- Meztelenül (1979)
- Tisztán vagy szódával (1980)
- A hátvéd halála és feltámadása (1981) – Palkó Nagyapja
- Hínár (1981)
- Utolsó alkalom (1981) – Zongorista
- Mint oldott kéve (1983, tévésorozat) – Zálogos
- Az első 36 óra (1985)
- Kémeri 1-5. (1985, tévésorozat) – Radó
- Szomszédok (1987-1991) – Böhm József
- Oscar Wilde: Salome (1988) – Zsidó I.

## Szinkronszerepei

### Filmek
| Év   | Cím                                                   | Szereplő                            | Színész              | Szinkron év |
| ---- | ----------------------------------------------------- | ----------------------------------- | -------------------- | ----------- |
| 1938 | Café de Paris                                         | N/A                                 | N/A                  | 1973        |
| 1949 | A mulatt kisfiú                                       | Don Gennaro, a művész               | Umberto Spadaro      | 1963        |
| 1950 | A varieté fényei                                      | Checco Dal Monte                    | Peppino De Filippo   | 1964        |
| 1954 | Hobson és leányai                                     | N/A                                 | N/A                  | 1978        |
| 1955 | Vízkereszt                                            | Malvolio, Olivia grófnő komornyikja | Vaszilij Merkurev    | 1956        |
| 1956 | Kean, a zseni és fenegyerek                           | Walesi herceg                       | Gérard Landry        | 1964        |
| 1959 | A tűzszerszám                                         | A fogadós                           | Fritz Schlegel       | 1970        |
| 1960 | Az utolsó tanú (2. magyar szinkron)                   | N/A                                 | N/A                  | 1973        |
| 1960 | Rocco és fivérei (1. magyar szinkron)                 | N/A                                 | N/A                  | 1961        |
| 1961 | A tehén                                               | N/A                                 | N/A                  | 1970        |
| 1961 | Az áldozat közbeszól                                  | Bitau                               | Josef van Santen     | 1963        |
| 1962 | Le Havre utca                                         | Julien                              | François Vibert      | 1967        |
| 1962 | Vízkereszt, vagy amit akartok                         | Böffen Tóbiás                       | Jacques Fabbri       | 1968        |
| 1963 | A sárga kocsi                                         | N/A                                 | N/A                  | 1969        |
| 1963 | Fekete Péter (1. magyar szinkron)                     | Petr apja                           | Jan Vostrcil         | 1964        |
| 1963 | Ház a homokparton                                     | Nagyapó                             | Nyikolaj Szergejev   | 1964        |
| 1963 | Irma, te édes (1. magyar szinkron)                    | Monsieur Bajusz                     | Lou Jacobi           | 1973        |
| 1963 | Morál 1963                                            | N/A                                 | N/A                  | 1964        |
| 1963 | Ne zavarjon, kérem!                                   | N/A                                 | N/A                  | 1971        |
| 1963 | Nyaralás Minkával                                     | N/A                                 | N/A                  | 1968        |
| 1963 | Szereti az embereket, professzor úr?                  | Marschner professzor                | Erwin Geschonneck    | 1964        |
| 1964 | Az aranyfej                                           | Braithwaite                         | Robert Coote         | 1964        |
| 1965 | A domb                                                | N/A                                 | N/A                  | 1966        |
| 1965 | Egy szöszi szerelme                                   | Apa                                 | Josef Šebánek        | 1966        |
| 1965 | Felsült szerelmesek                                   | Sir Nathaniel                       | Frank Middlemass     | 1971        |
| 1966 | A háborúnak vége                                      | Titkos hálózat főnöke               | Jean Dasté           | 1969        |
| 1966 | Surcouf – Mennydörgés az Indiai-óceánon               | N/A                                 | N/A                  | 1974        |
| 1967 | A kanadai férfi                                       | N/A                                 | N/A                  | 1969        |
| 1967 | A Saturnus nem válaszol                               | N/A                                 | N/A                  | 1968        |
| 1967 | Férj az ágy alatt                                     | Andreicz                            | Bronisław Pawlik     | 1969        |
| 1967 | Folytassa, doktor! (1. magyar szinkron)               | Charlie Roper                       | Sid James            | 1970        |
| 1967 | Forró éjszakában (1. magyar szinkron)                 | Dr. Stuart                          | Fred Stewart         | 1971        |
| 1967 | Mi lesz veled emberke?                                | N/A                                 | N/A                  | 1969        |
| 1967 | Viktor Csernyisev három napja                         | N/A                                 | N/A                  | 1969        |
| 1968 | A sajt                                                | Frans Laarmans                      | Paul Steenbergen     | 1971        |
| 1968 | Ne búsulj!                                            | N/A                                 | N/A                  | 1970        |
| 1969 | Minden eladó                                          | N/A                                 | N/A                  | 1969        |
| 1970 | A betyárkapitány                                      | ?                                   | ?                    | 1971        |
| 1970 | Mr. Tibbs nyomoz (1. magyar szinkron)                 | Mealie Williamson                   | Juano Hernandez      | 1971        |
| 1970 | Salud, Marija!                                        | N/A                                 | N/A                  | 1971        |
| 1970 | Vizsgálat egy minden gyanú felett álló polgár ügyében | Nicola Pannunzio                    | Aldo Rendine         | 1971        |
| 1972 | A farmer lányai                                       | Bitterroot                          | Jack Elam            | 1976        |
| 1973 | A Farkassziget rejtélye                               | N/A                                 | N/A                  | 1975        |
| 1974 | A fehér csuklya                                       | Sabat                               | Levarsza Kaszlandzia | 1976        |
| 1976 | Köznapi legenda                                       | Áment János                         | Helmut Qualtinger    | 1976        |

### Sorozatok
| Év   | Cím                         | Szereplő | Színész         | Szinkron év |
| ---- | --------------------------- | -------- | --------------- | ----------- |
| 1971 | Bel Ami                     | N/A      | N/A             | 1974        |
| 1973 | A tavasz tizenhét pillanata | Curé     | Vlagyimir Kozel | 1974        |

## Díjak
- Jászai Mari-díj (1963)
- Érdemes művész (1985)